# Sybistroma sphenopterus
Sybistroma sphenopterus är en tvåvingeart som först beskrevs av Friedrich Hermann Loew 1859.  Sybistroma sphenopterus ingår i släktet Sybistroma och familjen styltflugor. Inga underarter finns listade i Catalogue of Life.